# Gabrielle Adcock
Gabrielle Marie Adcock –conocida como Gabby Adcock– (nacida como Gabrielle Marie White, Leeds, 30 de septiembre de 1990) es una deportista británica que compite en bádminton para Inglaterra en la modalidad de dobles mixto. Está casada con el jugador de bádminton Chris Adcock.
Ganó una medalla de bronce en el Campeonato Mundial de Bádminton de 2017 y dos medallas de oro en el Campeonato Europeo de Bádminton, en los años 2017 y 2018. En los Juegos Europeos de Minsk 2019 obtuvo una medalla de plata.

## Palmarés internacional
| Representando a Inglaterra   |                       |                   |              |
| Campeonato Mundial           |                       |                   |              |
| Año                          | Lugar                 | Medalla           | Prueba       |
| 2017                         | Glasgow (Reino Unido) | Medalla de bronce | Dobles mixto |
| Representando al Reino Unido |                       |                   |              |
| Juegos Europeos              |                       |                   |              |
| Año                          | Lugar                 | Medalla           | Prueba       |
| 2019                         | Minsk (Bielorrusia)   | Medalla de plata  | Dobles mixto |
| Representando a Inglaterra   |                       |                   |              |
| Campeonato Europeo           |                       |                   |              |
| Año                          | Lugar                 | Medalla           | Prueba       |
| 2017                         | Kolding (Dinamarca)   | Medalla de oro    | Dobles mixto |
| 2018                         | Huelva (España)       | Medalla de oro    | Dobles mixto |